# Sematophyllum fissum
Sematophyllum fissum là một loài rêu trong họ Sematophyllaceae. Loài này được (Mitt.) Mitt. mô tả khoa học đầu tiên năm 1873.